# Тагельмуст

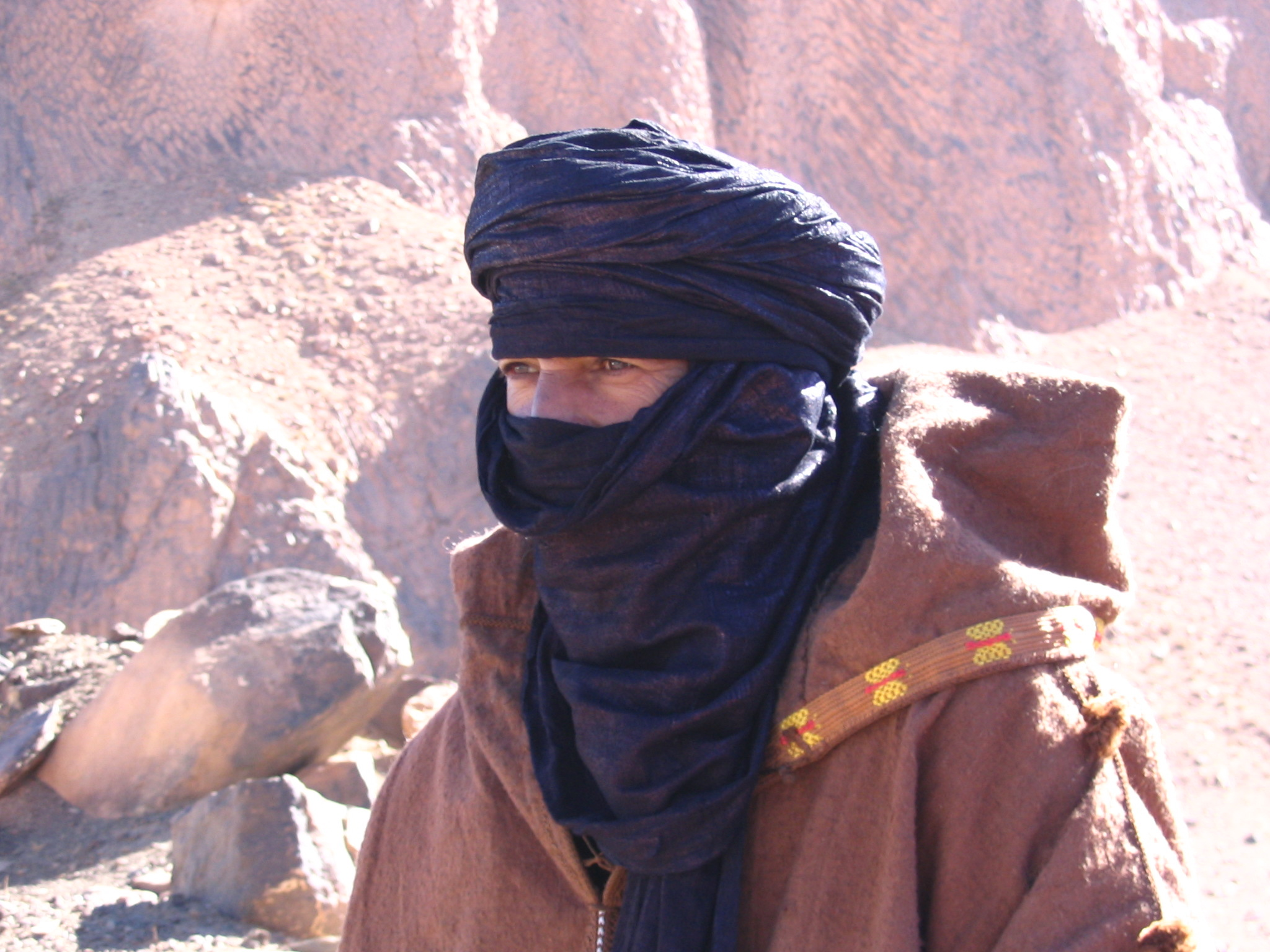
Тагельмуст

Тагельмуст (туарегск. ⵜⴰⵖⴻⵍⵎⵓⵙⵜ или tagelmust) или алашо (хауса alasho), также шеш (араб. شاش‎, фр. chèche) — головной убор из хлопка, который сочетает качества вуали и тюрбана, то есть закрывает как голову, так и нижнюю часть лица и значительную часть шеи. Этот предмет одежды имеет двойное назначение, защищая его носителей, живущих в Сахаре, как от песка и ветра, так и — согласно их традиционным верованиям — от злых духов. В то же время в туарегской традиции, восходящей к племенной аристократии доколониальных времён, укрывание лица тагельмустом связывается с представлениями о скромности и социальной дистанции, приличествующих поведению мужчины согласно этикету.
Наибольшее распространение тагельмуст получил у туарегов, у которых его начинают носить молодые мужчины, прошедшие инициацию; женщины тагельмуст не носят. Традиционно тагельмуст туарегов окрашен в цвет индиго, поэтому туарегов нередко называют в Африке «синие люди». Исторически тагельмуст носили, не снимая, даже ночью и во время еды.
Аналогичный головной убор распространён также у народов хауса и сонгай; в некоторых источниках утверждается, что у хауса алашо надевается иначе, оставляя незакрытыми часть головы и шеи. Город Кано традиционно известен как центр изготовления тагельмустов.